# Torneo Apertura 2013 (Chile)
El Campeonato Nacional Petrobras de Primera División de la Asociación Nacional de Fútbol Profesional 2013-2014 fue el segundo torneo del año 2013 de la primera división del fútbol chileno y el primero de la temporada 2013-14, que lo organiza la Asociación Nacional de Fútbol Profesional de Chile (ANFP). Comenzó el 26 de julio y finalizó el 10 de diciembre.
La gran novedad fue el regreso de la Universidad de Concepción, que volvió tras estar solo cinco meses en la Primera B (categoría en la que se tituló campeón) debido a la transición del nuevo calendario. El equipo del Campanil llegó en reemplazo del descendido San Marcos de Arica.
Luego de 17 fechas, Universidad Católica y O'Higgins llegaron en igualdad de puntaje con el mismo balance de victorias-empates-derrotas, siendo el Torneo definido en un solo partido jugado en el Estadio Nacional. Ante unos 40.000 espectadores O'Higgins venció por la cuenta mínima a la Universidad Católica logrando su primer título en la historia (siendo el primer campeón inédito en 33 años desde el título de Cobreloa en 1980). Con ello, el equipo de Rancagua inscribió su nombre en el Huemul de Plata y clasificó a la Copa Libertadores 2014 como Chile 2.
Cabe destacar que el campeón, O'Higgins, producto de los trabajos de remodelación realizados al Estadio El Teniente, no disputó ningún partido del campeonato en casa, ejerciendo como local en diversos recintos de Santiago y protagonizando una hazaña pocas veces vista en el fútbol.

## Sistema de Campeonato

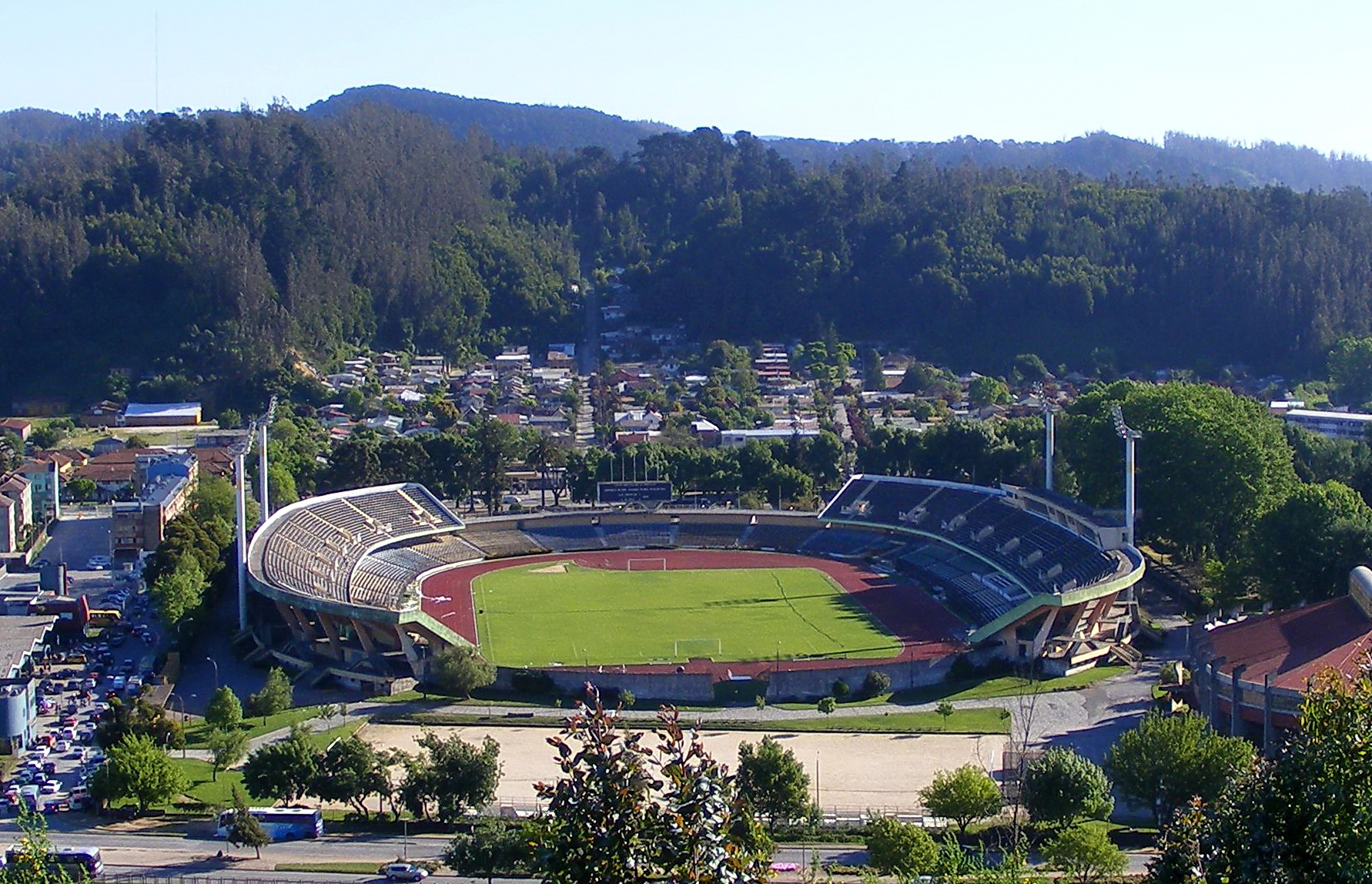
El Estadio Alcaldesa Ester Roa Rebolledo vuelve tras un semestre por el retorno de la Universidad de Concepción a la Primera División

Se jugaron 17 fechas, a disputarse, bajo el sistema conocido como todos contra todos, en una rueda.
En el campeonato se observará el sistema de puntos, de acuerdo a la reglamentación de la Internacional F.A. Board, asignándose tres puntos, al equipo que resulte ganador; un punto, a cada uno en caso de empate; y cero punto al perdedor.
El orden de clasificación de los equipos, se determinará en una tabla de cómputo
general, de la siguiente manera:
1. Mayor cantidad de puntos obtenidos; en caso de igualdad,
2. Mayor diferencia entre los goles marcados y recibidos; en caso de igualdad,
3. Mayor cantidad de partidos ganados; en caso de igualdad,
4. Mayor cantidad de goles convertidos; en caso de igualdad,
5. Mayor cantidad de goles de visita marcados; en caso de igualdad,
6. Menor cantidad de tarjetas rojas recibidas; en caso de igualdad,
7. Menor cantidad de tarjetas amarillas recibidas; en caso de igualdad,
8. Sorteo con moneda al aire, el cual se realizará en sede de la ANFP, bajo supervisión notarial de la FIFA.

En caso de que dos equipos acaben el torneo con igual cantidad de puntos y queden en la punta de la tabla, se procederá a definir el campeón del torneo mediante un partido único de definición, a disputarse en cancha neutral.

### Clasificación a torneos internacionales

#### Copa Libertadores de América 2014
El equipo que resulte ser campeón del Torneo de Apertura, que rigen estas bases para este torneo, automáticamente adquiere el derecho a participar, en la Copa Libertadores de América del año siguiente, conocido como Chile 2.

Los equipos que clasifiquen del segundo al quinto puesto, disputarán la liguilla para obtener último cupo para la Copa Libertadores 2014, conocido como Chile 3.

#### Copa Sudamericana 2014
El perdedor de la final de la liguilla de los equipos que clasifiquen del segundo al quinto puesto, obtendrá un cupo como Chile 4 para la Copa Sudamericana 2014

### Descenso
No habrá descenso directo en este torneo, sino que en el torneo siguiente.
En el evento que durante el desarrollo del campeonato, un equipo fuere sancionado por un órgano competente de la ANFP o externo y producto de esa sanción, se determinará su suspensión y/o descenso a la categoría inmediatamente inferior, este
equipo ocupará el último lugar de la tabla, que decreta el descenso a Primera B en la Temporada 2013-14.
Producido el hecho señalado en el artículo precedente, respecto a los puntos disputados o por disputar que correspondan con el equipo sancionado, si la suspensión, descenso o desafiliación, se produce en el transcurso del campeonato, los puntos disputados o por disputarse por el equipo sancionado y los equipos que jugaron o jugarán con él, se considerarán como nulos.

## Ascensos y descensos
| Prom. | de Primera División |
| ----- | ------------------- |
| 18º   | San Marcos de Arica |

| Pos. | de Primera B              |
| ---- | ------------------------- |
| 1º   | Universidad de Concepción |

## Datos de los clubes
|                                                 | Audax Italiano            | Bandera de Chile     | Jaime Rubilar          |  | La Florida    | Bicentenario de La Florida         | 12.000 | 120. mill CLP | Bandera de Italia       | Diadora    | Bandera de Chile          | Traverso S.A.             |
|                                                 | Cobreloa                  | Bandera de Chile     | Jorge García           |  | Calama        | Luis Becerra Constanzo             | 4.000  | 130. mill CLP | Bandera de Italia       | Lotto      | Bandera de Canadá         | Finning CAT               |
|                                                 | Cobresal                  | Bandera de Chile     | José Cantillana        |  | El Salvador   | El Cobre                           | 20.752 | 55. mill CLP  | Bandera de Italia       | Lotto      | Bandera de Chile          | PF                        |
|                                                 | Colo-Colo                 | Bandera de Chile     | Héctor Tapia           |  | Macul         | Monumental                         | 47.017 | 210. mill CLP | Bandera del Reino Unido | Umbro      | Bandera de Chile          | Cristal                   |
|                                                 | Deportes Antofagasta      | Bandera de Chile     | Gustavo Huerta         |  | Antofagasta   | Bicentenario Calvo y Bascuñán      | 21.178 | 86. mill CLP  | Bandera de Chile        | Training   | Bandera de Chile          | Minera Escondida          |
|                                                 | Deportes Iquique          | Bandera de Chile     | Jaime Vera             |  | Iquique       | Tierra de Campeones                | 12.000 | 80. mill CLP  | Bandera de Italia       | Lotto      | Bandera de Chile          | ZOFRI                     |
|                                                 | Everton                   | Bandera de Uruguay   | Nelson Acosta          |  | Viña del Mar  | Lucio Fariña                       | 7.680  | 75. mill CLP  | Bandera de Chile        | O' Concept | Bandera de Chile          | Viña ciudaddeldeporte.com |
|                                                 | Huachipato                | Bandera de Chile     | Jorge Pellicer         |  | Talcahuano    | CAP                                | 10.500 | 70. mill CLP  | Bandera del Reino Unido | Mitre      | Bandera de Chile          | CAP                       |
|                                                 | Ñublense                  | Bandera de Argentina | Pablo Abraham          |  | Chillán       | Bicentenario Nelson Oyarzún Arenas | 12.000 | 52. mill CLP  | Bandera de Alemania     | Uhlsport   | Bandera de Chile          | PF                        |
|                                                 | O'Higgins                 | Bandera de Argentina | Eduardo Berizzo        |  | Rancagua      | Municipal de La Pintana            | 6.015  | 140. mill CLP | Bandera de Italia       | Diadora    | Bandera de Estados Unidos | TBF Global Sports         |
|                                                 | Palestino                 | Bandera de Chile     | Emiliano Astorga       |  | La Cisterna   | Municipal de La Cisterna           | 12.000 | 70. mill CLP  | Bandera de Chile        | Training   | Bandera de Palestina      | Bank of Palestine         |
|                                                 | Rangers                   | Bandera de Argentina | Fernando Gamboa        |  | Talca         | Fiscal de Talca                    | 8.324  | 55. mill CLP  | Bandera de Italia       | Lotto      | Bandera de Chile          | PF                        |
|                                                 | Santiago Wanderers        | Bandera de Chile     | Ivo Basay              |  | Valparaíso    | Nicolás Chahuán                    | 10.000 | 75. mill CLP  | Bandera del Reino Unido | Mitre      | Bandera de Chile          | TPS                       |
|                                                 | Unión Española            | Bandera de Chile     | José Luis Sierra       |  | Independencia | Santa Laura Universidad SEK        | 22.000 | 120. mill CLP | Bandera de España       | Joma       | Bandera de España         | Universidad SEK           |
|                                                 | Unión La Calera           | Bandera de Argentina | Néstor Craviotto       |  | La Calera     | Nicolás Chahuán                    | 10.000 | 55. mill CLP  | Bandera de Chile        | Training   | Bandera de Chile          | PF                        |
|                                                 | Universidad Católica      | Bandera de Uruguay   | Martín Lasarte         |  | Las Condes    | San Carlos de Apoquindo            | 20.000 | 170. mill CLP | Bandera de Alemania     | Puma       | Bandera de Estados Unidos | DirecTV                   |
|                                                 | Universidad de Chile      | Bandera de Chile     | Marco Antonio Figueroa |  | Ñuñoa         | Nacional Julio Martínez Pradanos   | 49.000 | 205. mill CLP | Bandera de Alemania     | Adidas     | Bandera de México         | Claro                     |
|                                                 | Universidad de Concepción | Bandera de Argentina | Pablo Sánchez          |  | Concepción    | Municipal de Yumbel                | 3.000  | 80. mill CLP  | Bandera de Brasil       | Penalty    | Bandera de Chile          | PF                        |
| Datos actualizados al día 27 de octubre de 2013 |                           |                      |                        |  |               |                                    |        |               |                         |            |                           |                           |

### Observaciones
- Los siguientes estadios serán remodelados y no se podrán utilizar durante el 2013: el Municipal de Calama (capacidad ampliada a 13.500), el Elías Figueroa Brander (capacidad ampliada a 25.500), el Sausalito de Viña del Mar (capacidad ampliada a 25.500) y El Teniente de Rancagua (capacidad ampliada a 15.252). A partir del 30 de agosto de 2013 se incorpora al listado el estadio Alcaldesa Ester Roa Rebolledo.
- Según el diario de circulación nacional "La Tercera", los presupuestos para el Torneo de Apertura 2013 varían desde los 52 a los 200 millones de pesos.[4]
- O'Higgins, usará el Estadio Monumental, para los partidos de alta convocatoria y el estadio Municipal de La Pintana, para los encuentros de baja convocatoria.
- En las fechas tras el cierre del Estadio Municipal de Concepción, Universidad de Concepción usará el Estadio CAP para los partidos de alta convocatoria y el Estadio Municipal de Yumbel, para los encuentros de baja convocatoria.
- O'Higgins, obtuvo 2 puntos por secretaria ya que en la quinta fecha del torneo su rival (Wandereres) ocupó 6 extranjeros. Sin este hecho, el campeón habría sido Universidad Católica.

### Cambios de entrenadores
| Equipo         | Entrenadores                  | Fecha [[Archivo:Gcaca |     |
| -------------- | ----------------------------- | --------------------- | --- |
| Ñublense       | Carlos Rojas Muñoz            | 1º                    | 6º  |
| Ñublense       | Pablo Abraham                 | 7º                    | -   |
| Rangers        | Dalcio Giovagnoli             | 1º                    | 8º  |
| Rangers        | Luis Flores Manzor (interino) | 9º                    | 9º  |
| Rangers        | Fernando Gamboa               | 10°                   | -   |
| Everton        | Víctor Hugo Castañeda         | 1º                    | 10º |
| Everton        | Omar Labruna                  | 11º                   | -   |
| Colo-Colo      | Gustavo Benítez               | 1º                    | 10º |
| Colo-Colo      | Héctor Tapia (interino)       | 11º                   | -   |
| Audax Italiano | Jorge Luis Ghiso              | 1º                    | 11º |
| Audax Italiano | Jaime Rubilar (interino)      | 12º                   | -   |

## Equipos porregión
| Región        | N.º | Equipos                                                                                           |
| ------------- | --- | ------------------------------------------------------------------------------------------------- |
| Metropolitana | 6   | Audax Italiano, Colo-Colo, Palestino, Unión Española, Universidad Católica y Universidad de Chile |
| Valparaíso    | 3   | Everton, Santiago Wanderers y Unión La Calera                                                     |
| Biobío        | 3   | Huachipato, Ñublense y Universidad de Concepción                                                  |
| Antofagasta   | 2   | Cobreloa y Deportes Antofagasta                                                                   |
| Tarapacá      | 1   | Deportes Iquique                                                                                  |
| Atacama       | 1   | Cobresal                                                                                          |
| O'Higgins     | 1   | O'Higgins                                                                                         |
| Maule         | 1   | Rangers                                                                                           |

| Deportes Iquique Deportes Antofagasta Cobreloa Cobresal Unión La Calera Santiago Wanderers Everton Equipos de Santiago O'Higgins Rangers Ñublense Huachipato U. de Concepción |
| Deportes Iquique Deportes Antofagasta Cobreloa Cobresal Unión La Calera Santiago Wanderers Everton Equipos de Santiago O'Higgins Rangers Ñublense Huachipato U. de Concepción |

|
| Audax Italiano Universidad de Chile Colo-Colo Universidad Católica Unión Española Palestino |

## Clasificación de equipos
Fecha de actualización: 10 de diciembre de 2013
| Premio            | Pos. | Equipos              | PTS | PJ | PG | PE | PP | GF | GC | DIF | REND  |
| ----------------- | ---- | -------------------- | --- | -- | -- | -- | -- | -- | -- | --- | ----- |
| Copa Sudamericana | 1.   | Universidad Católica | 39  | 17 | 12 | 3  | 2  | 37 | 13 | +24 | 76.4% |
|                   | 2.   | O'Higgins            | 39  | 17 | 12 | 3  | 2  | 28 | 13 | +15 | 76.4% |
|                   | 3.   | Unión Española       | 28  | 17 | 9  | 1  | 7  | 21 | 15 | +6  | 54.9% |
| Copa Sudamericana | 4.   | Universidad de Chile | 27  | 17 | 7  | 6  | 4  | 31 | 16 | +15 | 52.9% |
| Copa Sudamericana | 5.   | Palestino            | 27  | 17 | 8  | 3  | 6  | 26 | 26 | 0   | 52.9% |
| Copa Sudamericana | 6.   | Deportes Iquique     | 26  | 17 | 7  | 5  | 5  | 22 | 21 | +1  | 50.9% |
|                   | 7.   | Ñublense             | 24  | 17 | 7  | 3  | 7  | 28 | 28 | 0   | 47%   |
|                   | 8.   | Colo-Colo            | 24  | 17 | 7  | 3  | 7  | 22 | 23 | -1  | 47%   |
|                   | 9.   | Cobresal             | 24  | 17 | 7  | 3  | 7  | 18 | 25 | -7  | 47%   |
|                   | 10.  | Cobreloa             | 23  | 17 | 6  | 5  | 6  | 19 | 18 | +1  | 45%   |
|                   | 11.  | Deportes Antofagasta | 23  | 17 | 6  | 5  | 6  | 18 | 22 | -4  | 45%   |
|                   | 12.  | U. de Concepción     | 22  | 17 | 5  | 7  | 5  | 21 | 19 | +2  | 43.1% |
|                   | 13.  | Santiago Wanderers   | 21  | 17 | 5  | 6  | 6  | 20 | 25 | -5  | 41.1% |
|                   | 14.  | Audax Italiano       | 17  | 17 | 4  | 5  | 8  | 23 | 25 | -2  | 33.3% |
|                   | 15.  | Everton              | 16  | 17 | 5  | 1  | 11 | 16 | 29 | -13 | 31.3% |
|                   | 16.  | Unión La Calera      | 15  | 17 | 3  | 6  | 8  | 15 | 24 | -9  | 29.4% |
|                   | 17.  | Rangers              | 15  | 17 | 4  | 3  | 10 | 20 | 32 | -12 | 29.4% |
|                   | 18.  | Huachipato           | 13  | 17 | 3  | 4  | 10 | 9  | 20 | -11 | 25.4% |

|  | O'Higgins se adjudicó Campeón del Torneo de Apertura 2013 al ganar a Universidad Católica en el Partido de Desempate, además clasifica para la Copa Libertadores 2014 como "Chile 2". |
|  | Unión Española, ya clasificada para la Copa Libertadores 2014 como "Chile 1" tras ser campeón en el Torneo de Transición 2013.                                                        |
|  | En zona de clasificación a la Liguilla por el cupo de "Chile 3" para la Copa Libertadores 2014.                                                                                       |

* Nota: En caso de una igualdad de puntaje en el primer lugar de la tabla, se hará un partido único de definición en territorio neutral para definir al Campeón del Torneo.

### Tabla de posiciones de local
|  |     | Equipos              | Pts | PJ | G | E | P | GF | GC | Dif | Rend. |
|  | --- | -------------------- | --- | -- | - | - | - | -- | -- | --- | ----- |
|  | 1.  | Universidad Católica | 20  | 9  | 6 | 2 | 1 | 19 | 6  | +13 | 74,1% |
|  | 2.  | Cobresal             | 17  | 8  | 5 | 2 | 1 | 11 | 7  | +4  | 70,8% |
|  | 3.  | Cobreloa             | 16  | 8  | 5 | 1 | 2 | 14 | 9  | +5  | 66,7% |
|  | 4.  | O'Higgins            | 16  | 8  | 5 | 1 | 2 | 9  | 6  | +3  | 66,7% |
|  | 5.  | Colo-Colo            | 15  | 8  | 5 | 0 | 3 | 13 | 8  | +5  | 62,5% |
|  | 6.  | Universidad de Chile | 15  | 9  | 4 | 3 | 2 | 15 | 6  | +9  | 55,6% |
|  | 7.  | U. de Concepción     | 15  | 9  | 4 | 3 | 2 | 14 | 9  | +5  | 55,6% |
|  | 8.  | Deportes Antofagasta | 15  | 9  | 4 | 3 | 2 | 9  | 6  | +3  | 55,6% |
|  | 9.  | Ñublense             | 14  | 8  | 4 | 2 | 2 | 13 | 11 | +2  | 58,3% |
|  | 10. | Deportes Iquique     | 14  | 9  | 4 | 2 | 3 | 12 | 11 | +1  | 51,9% |
|  | 11. | Unión Española       | 12  | 8  | 4 | 0 | 4 | 10 | 9  | +1  | 50%   |
|  | 12. | Audax Italiano       | 11  | 8  | 3 | 2 | 3 | 15 | 11 | +4  | 45,8% |
|  | 13. | Santiago Wanderers   | 10  | 9  | 2 | 4 | 2 | 8  | 9  | -1  | 37%   |
|  | 14. | Everton              | 9   | 9  | 3 | 0 | 6 | 11 | 15 | -4  | 33,3% |
|  | 15. | Palestino            | 9   | 9  | 2 | 3 | 4 | 15 | 20 | -5  | 33,3% |
|  | 16. | Unión La Calera      | 9   | 9  | 2 | 3 | 4 | 9  | 14 | -5  | 33,3% |
|  | 17. | Huachipato           | 6   | 8  | 1 | 3 | 4 | 2  | 9  | -7  | 25%   |
|  | 18. | Rangers              | 6   | 9  | 1 | 3 | 5 | 10 | 18 | -8  | 22,2% |

### Tabla de posiciones de Visita
|  |     | Equipos              | Pts | PJ | G | E | P | GF | GC | Dif | Rend. |
|  | --- | -------------------- | --- | -- | - | - | - | -- | -- | --- | ----- |
|  | 1.  | O'Higgins            | 23  | 9  | 7 | 2 | 0 | 19 | 7  | +12 | 85,1% |
|  | 2.  | Universidad Católica | 19  | 8  | 6 | 1 | 1 | 18 | 7  | +11 | 79,1% |
|  | 3.  | Palestino            | 18  | 8  | 6 | 0 | 2 | 11 | 6  | +5  | 75%   |
|  | 4.  | Unión Española       | 16  | 9  | 5 | 1 | 3 | 11 | 6  | +5  | 59,2% |
|  | 5.  | Universidad de Chile | 12  | 8  | 3 | 3 | 2 | 16 | 10 | +6  | 50%   |
|  | 6.  | Deportes Iquique     | 12  | 8  | 3 | 3 | 2 | 9  | 9  | 0   | 50%   |
|  | 7.  | Santiago Wanderers   | 12  | 9  | 3 | 3 | 3 | 14 | 15 | -1  | 44,4% |
|  | 8.  | Ñublense             | 10  | 9  | 3 | 1 | 5 | 15 | 17 | -2  | 37%   |
|  | 9.  | Rangers              | 9   | 8  | 3 | 0 | 5 | 10 | 14 | -4  | 37,5% |
|  | 10. | Colo-Colo            | 9   | 9  | 2 | 3 | 4 | 9  | 15 | -6  | 37,5% |
|  | 11. | Deportes Antofagasta | 8   | 8  | 2 | 2 | 4 | 9  | 16 | -7  | 33,3% |
|  | 12. | U. de Concepción     | 7   | 8  | 1 | 4 | 3 | 7  | 10 | 3   | 29,1% |
|  | 13. | Everton              | 7   | 8  | 2 | 1 | 5 | 5  | 14 | -9  | 29,1% |
|  | 14. | Huachipato           | 7   | 9  | 2 | 1 | 6 | 7  | 11 | -4  | 25,9% |
|  | 15. | Cobreloa             | 7   | 9  | 1 | 4 | 4 | 5  | 9  | -4  | 25,9% |
|  | 16. | Cobresal             | 7   | 9  | 2 | 1 | 6 | 7  | 18 | -11 | 25,9% |
|  | 17. | Unión La Calera      | 6   | 8  | 1 | 3 | 4 | 6  | 10 | -4  | 25%   |
|  | 18. | Audax Italiano       | 6   | 9  | 1 | 3 | 5 | 8  | 14 | -6  | 22,2% |

## Evolución de la clasificación
| Equipo / Fecha       | 01 | 02 | 03 | 04 | 05 | 06 | 07 | 08 | 09 | 10 | 11 | 12 | 13 | 14 | 15 | 16 | 17 | F  |
| -------------------- | -- | -- | -- | -- | -- | -- | -- | -- | -- | -- | -- | -- | -- | -- | -- | -- | -- | -- |
| Audax Italiano       | 1  | 4  | 5  | 6  | 6  | 6  | 11 | 17 | 15 | 16 | 17 | 18 | 16 | 17 | 17 | 17 | 14 | 14 |
| Cobreloa             | 4  | 6  | 7  | 2  | 2  | 2  | 2  | 1  | 3  | 3  | 5  | 3  | 4  | 7  | 9  | 9  | 10 | 10 |
| Cobresal             | 9  | 10 | 13 | 11 | 5  | 9  | 5  | 8  | 8  | 6  | 3  | 4  | 7  | 10 | 7  | 8  | 9  | 9  |
| Colo-Colo            | 18 | 18 | 17 | 14 | 14 | 17 | 13 | 14 | 16 | 12 | 11 | 9  | 12 | 9  | 10 | 12 | 8  | 8  |
| Deportes Antofagasta | 8  | 8  | 11 | 15 | 16 | 13 | 7  | 11 | 10 | 11 | 14 | 13 | 11 | 13 | 11 | 10 | 11 | 11 |
| Deportes Iquique     | 12 | 13 | 12 | 16 | 10 | 8  | 4  | 4  | 7  | 5  | 7  | 8  | 6  | 4  | 5  | 6  | 6  | 6  |
| Everton              | 15 | 9  | 3  | 4  | 8  | 12 | 6  | 9  | 11 | 13 | 15 | 14 | 14 | 15 | 14 | 14 | 15 | 15 |
| Huachipato           | 11 | 15 | 15 | 13 | 13 | 15 | 17 | 18 | 18 | 18 | 18 | 17 | 18 | 18 | 18 | 18 | 18 | 18 |
| Ñublense             | 17 | 14 | 16 | 17 | 18 | 18 | 18 | 13 | 12 | 14 | 12 | 11 | 13 | 11 | 8  | 7  | 7  | 7  |
| O'Higgins            | 5  | 2  | 2  | 3  | 3  | 5  | 3  | 3  | 1  | 2  | 2  | 2  | 2  | 2  | 2  | 2  | 2  | 1  |
| Palestino            | 3  | 5  | 6  | 9  | 15 | 7  | 10 | 7  | 6  | 4  | 6  | 6  | 5  | 3  | 6  | 3  | 5  | 5  |
| Rangers              | 6  | 3  | 4  | 5  | 9  | 11 | 15 | 16 | 17 | 17 | 16 | 16 | 17 | 14 | 15 | 16 | 17 | 17 |
| Santiago Wanderers   | 7  | 7  | 8  | 10 | 11 | 10 | 14 | 10 | 9  | 9  | 10 | 7  | 10 | 12 | 13 | 13 | 13 | 13 |
| Unión Española       | 13 | 17 | 18 | 18 | 17 | 16 | 16 | 12 | 14 | 10 | 9  | 11 | 9  | 6  | 4  | 5  | 3  | 3  |
| Unión La Calera      | 10 | 11 | 10 | 8  | 12 | 14 | 12 | 15 | 13 | 15 | 13 | 15 | 15 | 16 | 16 | 15 | 16 | 16 |
| Universidad Católica | 2  | 1  | 1  | 1  | 1  | 1  | 1  | 2  | 2  | 1  | 1  | 1  | 1  | 1  | 1  | 1  | 1  | 2  |
| Universidad de Chile | 14 | 12 | 9  | 7  | 4  | 3  | 8  | 5  | 4  | 7  | 4  | 5  | 3  | 5  | 3  | 4  | 4  | 4  |
| U. de Concepción     | 16 | 16 | 14 | 12 | 7  | 4  | 9  | 6  | 5  | 8  | 8  | 10 | 8  | 8  | 12 | 11 | 12 | 12 |

Nota: Debido a la igualdad de puntos en la tabla general entre los equipos Universidad Católica y O'Higgins los dos primeros lugares debieron realizar un partido definitorio, en donde O'Higgins resultó vencedor y campeón del torneo, por consiguiente escaló al 1° lugar de la tabla, dejando en 2° a Universidad Católica.
Nota: No siempre los partidos de cada jornada se juegan en la fecha programada por diversos motivos. Sin embargo, la evolución de la clasificación de cada equipo se hace bajo el supuesto de que no hay aplazamiento.

## Resultados
- Los horarios corresponden al huso horario de Chile: UTC-4 en horario estándar y UTC-3 en horario de verano.

| Fecha 1              | Fecha 1   | Fecha 1            | Fecha 1                    | Fecha 1     | Fecha 1 |
| Local                | Resultado | Visita             | Estadio                    | Fecha       | Hora    |
| -------------------- | --------- | ------------------ | -------------------------- | ----------- | ------- |
| Everton              | 0 - 2     | Palestino          | Lucio Fariña               | 26 de julio | 20:00   |
| Huachipato           | 0 - 1     | Santiago Wanderers | Estadio CAP                | 27 de julio | 12:30   |
| Unión La Calera      | 1 - 1     | Cobresal           | Nicolás Chahuán Nazar      | 27 de julio | 15:00   |
| Universidad de Chile | 0 - 1     | Rangers            | Santa Laura                | 27 de julio | 17:30   |
| Deportes Antofagasta | 1 - 0     | Unión Española     | Calvo y Bascuñán           | 27 de julio | 20:00   |
| Audax Italiano       | 4 - 0     | Colo-Colo          | Bicentenario de La Florida | 28 de julio | 15:30   |
| Deportes Iquique     | 0 - 1     | O'Higgins          | Tierra de Campeones        | 28 de julio | 16:00   |
| Cobreloa             | 2 - 0     | U. de Concepción   | Calvo y Bascuñán           | 28 de julio | 16:00   |
| Universidad Católica | 3 - 0     | Ñublense           | San Carlos de Apoquindo    | 28 de julio | 18:00   |

| Fecha 2            | Fecha 2   | Fecha 2              | Fecha 2                       | Fecha 2         | Fecha 2 |
| Local              | Resultado | Visita               | Estadio                       | Fecha           | Hora    |
| ------------------ | --------- | -------------------- | ----------------------------- | --------------- | ------- |
| O'Higgins          | 2 - 1     | Deportes Antofagasta | Monumental                    | 2 de agosto     | 20:00   |
| Unión Española     | 0 - 1     | Universidad Católica | Santa Laura                   | 3 de agosto     | 12:30   |
| Santiago Wanderers | 0 - 0     | Audax Italiano       | Nicolás Chahuán Nazar         | 3 de agosto     | 15:00   |
| Palestino          | 1 - 1     | Universidad de Chile | Nacional Julio Martínez       | 3 de agosto     | 17:30   |
| Rangers            | 1 - 0     | Huachipato           | Fiscal de Talca               | 3 de agosto     | 20:00   |
| Cobresal           | 0 - 0     | Deportes Iquique     | El Cobre                      | 4 de agosto     | 15:30   |
| Ñublense           | 1 - 1     | Cobreloa             | Nelson Oyarzún                | 4 de agosto     | 15:30   |
| Colo-Colo          | 0 - 1     | Everton              | Monumental                    | 4 de agosto     | 18:00   |
| U. de Concepción   | 1 - 1     | Unión La Calera      | Alcaldesa Ester Roa Rebolledo | 4 de septiembre | 15:30   |

| Fecha 3              | Fecha 3   | Fecha 3            | Fecha 3                    | Fecha 3      | Fecha 3 |
| Local                | Resultado | Visita             | Estadio                    | Fecha        | Hora    |
| -------------------- | --------- | ------------------ | -------------------------- | ------------ | ------- |
| Universidad de Chile | 3 - 0     | Cobresal           | Santa Laura                | 9 de agosto  | 20:00   |
| Universidad Católica | 1 - 1     | U. de Concepción   | San Carlos de Apoquindo    | 10 de agosto | 12:00   |
| Palestino            | 2 - 2     | Santiago Wanderers | Municipal de La Cisterna   | 10 de agosto | 15:00   |
| Everton              | 3 - 1     | Rangers            | Lucio Fariña               | 10 de agosto | 17:30   |
| Audax Italiano       | 1 - 1     | O'Higgins          | Bicentenario de La Florida | 10 de agosto | 20:00   |
| Deportes Antofagasta | 1 - 1     | Colo-Colo          | Calvo y Bascuñán           | 11 de agosto | 15:30   |
| Unión La Calera      | 2 - 1     | Ñublense           | Nicolás Chahuán Nazar      | 11 de agosto | 16:00   |
| Deportes Iquique     | 2 - 1     | Unión Española     | Tierra de Campeones        | 11 de agosto | 16:00   |
| Huachipato           | 0 - 0     | Cobreloa           | Estadio CAP                | 11 de agosto | 18:00   |

| Fecha 4              | Fecha 4   | Fecha 4              | Fecha 4                       | Fecha 4      | Fecha 4 |
| Local                | Resultado | Visita               | Estadio                       | Fecha        | Hora    |
| -------------------- | --------- | -------------------- | ----------------------------- | ------------ | ------- |
| O'Higgins            | 1 - 1     | Everton              | Monumental                    | 16 de agosto | 20:00   |
| Unión Española       | 0 - 2     | Huachipato           | Santa Laura                   | 17 de agosto | 12:30   |
| U. de Concepción     | 2 - 0     | Palestino            | Alcaldesa Ester Roa Rebolledo | 17 de agosto | 15:30   |
| Universidad Católica | 1 - 1     | Audax Italiano       | San Carlos de Apoquindo       | 17 de agosto | 18:00   |
| Cobreloa             | 2 - 1     | Santiago Wanderers   | Calvo y Bascuñán              | 17 de agosto | 19:30   |
| Rangers              | 2 - 2     | Unión La Calera      | Fiscal de Talca               | 17 de agosto | 20:30   |
| Ñublense             | 2 - 2     | Universidad de Chile | Nelson Oyarzún                | 18 de agosto | 15:30   |
| Cobresal             | 2 - 0     | Deportes Antofagasta | El Cobre                      | 18 de agosto | 16:00   |
| Colo-Colo            | 4 - 1     | Deportes Iquique     | Monumental                    | 18 de agosto | 18:00   |

| Fecha 5              | Fecha 5   | Fecha 5              | Fecha 5                    | Fecha 5      | Fecha 5 |
| Local                | Resultado | Visita               | Estadio                    | Fecha        | Hora    |
| -------------------- | --------- | -------------------- | -------------------------- | ------------ | ------- |
| Ñublense             | 0 - 2     | Unión Española       | Nelson Oyarzún             | 23 de agosto | 20:00   |
| Santiago Wanderers   | 0 - 3     | O'Higgins            | Nicolás Chahuán Nazar      | 24 de agosto | 15:30   |
| Palestino            | 3 - 6     | Universidad Católica | Nacional Julio Martínez    | 24 de agosto | 18:00   |
| Audax Italiano       | 1 - 1     | Cobreloa             | Bicentenario de La Florida | 24 de agosto | 20:30   |
| Everton              | 2 - 3     | U. de Concepción     | Lucio Fariña               | 25 de agosto | 12:00   |
| Huachipato           | 0 - 0     | Colo-Colo            | Estadio CAP                | 25 de agosto | 15:00   |
| Rangers              | 1 - 2     | Cobresal             | Fiscal de Talca            | 25 de agosto | 16:00   |
| Deportes Iquique     | 2 - 1     | Unión La Calera      | Tierra de Campeones        | 25 de agosto | 16:00   |
| Universidad de Chile | 5 - 0     | Deportes Antofagasta | Santa Laura                | 25 de agosto | 17:30   |

| Fecha 6              | Fecha 6   | Fecha 6            | Fecha 6                 | Fecha 6         | Fecha 6 |
| Local                | Resultado | Visita             | Estadio                 | Fecha           | Hora    |
| -------------------- | --------- | ------------------ | ----------------------- | --------------- | ------- |
| Deportes Antofagasta | 2 - 0     | Everton            | Calvo y Bascuñán        | 30 de agosto    | 20:00   |
| U. de Concepción     | 2 - 2     | Ñublense           | Estadio CAP             | 31 de agosto    | 12:30   |
| Unión La Calera      | 1 - 1     | Audax Italiano     | Nicolás Chahuán Nazar   | 31 de agosto    | 15:30   |
| Universidad Católica | 3 - 0     | Cobresal           | San Carlos de Apoquindo | 31 de agosto    | 18:00   |
| O'Higgins            | 0 - 1     | Palestino          | Monumental              | 31 de agosto    | 20:30   |
| Deportes Iquique     | 1 - 1     | Huachipato         | Tierra de Campeones     | 1 de septiembre | 16:00   |
| Cobreloa             | 2 - 1     | Rangers            | Calvo y Bascuñán        | 1 de septiembre | 16:00   |
| Colo-Colo            | 0 - 2     | Unión Española     | Monumental              | 1 de septiembre | 16:00   |
| Universidad de Chile | 2 - 2     | Santiago Wanderers | Nacional Julio Martínez | 1 de septiembre | 18:30   |

| Fecha 7            | Fecha 7   | Fecha 7              | Fecha 7                    | Fecha 7          | Fecha 7 |
| Local              | Resultado | Visita               | Estadio                    | Fecha            | Hora    |
| ------------------ | --------- | -------------------- | -------------------------- | ---------------- | ------- |
| Audax Italiano     | 3 - 4     | Deportes Antofagasta | Bicentenario de La Florida | 13 de septiembre | 20:00   |
| Palestino          | 1 - 1     | Unión La Calera      | Municipal de La Cisterna   | 14 de septiembre | 12:30   |
| Rangers            | 0 - 3     | Colo-Colo            | Fiscal de Talca            | 14 de septiembre | 15:30   |
| Santiago Wanderers | 0 - 2     | Deportes Iquique     | Nicolás Chahuán Nazar      | 14 de septiembre | 16:00   |
| Unión Española     | 0 - 1     | Cobreloa             | Santa Laura                | 14 de septiembre | 18:00   |
| O'Higgins          | 1 - 0     | Ñublense             | Municipal de La Pintana    | 14 de septiembre | 20:30   |
| Everton            | 2 - 1     | Universidad de Chile | Lucio Fariña               | 15 de septiembre | 15:30   |
| Cobresal           | 1 - 0     | U. de Concepción     | El Cobre                   | 15 de septiembre | 16:00   |
| Huachipato         | 0 - 4     | Universidad Católica | Estadio CAP                | 15 de septiembre | 18:00   |

| Fecha 8              | Fecha 8   | Fecha 8            | Fecha 8                 | Fecha 8          | Fecha 8 |
| Local                | Resultado | Visita             | Estadio                 | Fecha            | Hora    |
| -------------------- | --------- | ------------------ | ----------------------- | ---------------- | ------- |
| Everton              | 1 - 2     | Unión Española     | Lucio Fariña            | 20 de septiembre | 16:00   |
| U. de Concepción     | 2 - 1     | Rangers            | Estadio CAP             | 21 de septiembre | 12:30   |
| Unión La Calera      | 1 - 3     | Santiago Wanderers | Lucio Fariña            | 21 de septiembre | 15:00   |
| Cobreloa             | 2 - 0     | Cobresal           | Calvo y Bascuñán        | 21 de septiembre | 16:00   |
| Colo-Colo            | 0 - 1     | Palestino          | Monumental              | 21 de septiembre | 17:30   |
| Universidad Católica | 1 - 2     | O'Higgins          | San Carlos de Apoquindo | 21 de septiembre | 20:00   |
| Deportes Antofagasta | 1 - 2     | Deportes Iquique   | Calvo y Bascuñán        | 22 de septiembre | 16:00   |
| Ñublense             | 3 - 1     | Huachipato         | Nelson Oyarzún          | 22 de septiembre | 16:00   |
| Universidad de Chile | 2 - 0     | Audax Italiano     | Nacional Julio Martínez | 22 de septiembre | 18:30   |

| Fecha 9                   | Fecha 9   | Fecha 9              | Fecha 9                  | Fecha 9          | Fecha 9 |
| Local                     | Resultado | Visita               | Estadio                  | Fecha            | Hora    |
| ------------------------- | --------- | -------------------- | ------------------------ | ---------------- | ------- |
| O'Higgins                 | 1 - 0     | Huachipato           | Municipal de La Pintana  | 27 de septiembre | 20:00   |
| Palestino                 | 2 - 0     | Cobreloa             | Municipal de La Cisterna | 28 de septiembre | 12:30   |
| Cobresal                  | 3 - 1     | Colo-Colo            | El Cobre                 | 28 de septiembre | 15:30   |
| Unión La Calera           | 1 - 1     | Deportes Antofagasta | Nicolás Chahuán          | 28 de septiembre | 18:00   |
| Universidad de Concepción | 2 - 1     | Audax Italiano       | Municipal de Yumbel      | 29 de septiembre | 15:30   |
| Rangers                   | 0 - 3     | Ñublense             | Fiscal de Talca          | 29 de septiembre | 16:00   |
| Santiago Wanderers        | 3 - 0     | Everton              | Lucio Fariña             | 29 de septiembre | 16:00   |
| Unión Española            | 0 - 2     | Universidad de Chile | Santa Laura              | 29 de septiembre | 18:30   |
| Deportes Iquique          | 2 - 2     | Universidad Católica | Tierra de Campeones      | 29 de septiembre | 21:00   |

| Fecha 10             | Fecha 10  | Fecha 10                  | Fecha 10                   | Fecha 10     | Fecha 10 |
| Local                | Resultado | Visita                    | Estadio                    | Fecha        | Hora     |
| -------------------- | --------- | ------------------------- | -------------------------- | ------------ | -------- |
| Huachipato           | 0 - 2     | Palestino                 | Estadio CAP                | 4 de octubre | 20:00    |
| Ñublense             | 2 - 3     | Santiago Wanderers        | Nelson Oyarzún             | 5 de octubre | 12:30    |
| Everton              | 0 - 1     | Cobresal                  | Lucio Fariña               | 5 de octubre | 16:00    |
| Universidad de Chile | 1 - 1     | O'Higgins                 | Nacional Julio Martínez    | 5 de octubre | 18:30    |
| Audax Italiano       | 0 - 2     | Unión Española            | Bicentenario de La Florida | 5 de octubre | 21:00    |
| Deportes Antofagasta | 1 - 1     | Universidad de Concepción | Calvo y Bascuñán           | 6 de octubre | 16:00    |
| Universidad Católica | 5 - 1     | Rangers                   | San Carlos de Apoquindo    | 6 de octubre | 16:00    |
| Cobreloa             | 2 - 3     | Deportes Iquique          | Calvo y Bascuñán           | 6 de octubre | 18:00    |
| Colo-Colo            | 2 - 0     | Unión La Calera           | Monumental                 | 6 de octubre | 18:30    |

| Fecha 11                  | Fecha 11  | Fecha 11             | Fecha 11                   | Fecha 11      | Fecha 11 |
| Local                     | Resultado | Visita               | Estadio                    | Fecha         | Hora     |
| ------------------------- | --------- | -------------------- | -------------------------- | ------------- | -------- |
| Audax Italiano            | 0 - 2     | Ñublense             | Bicentenario de La Florida | 18 de octubre | 20:00    |
| Unión Española            | 2 - 1     | Palestino            | Santa Laura                | 19 de octubre | 12:30    |
| Universidad de Concepción | 0 - 1     | O'Higgins            | Municipal de Yumbel        | 19 de octubre | 17:00    |
| Universidad Católica      | 2 - 0     | Santiago Wanderers   | San Carlos de Apoquindo    | 19 de octubre | 19:30    |
| Deportes Iquique          | 0 - 3     | Universidad de Chile | Tierra de Campeones        | 19 de octubre | 22:00    |
| Deportes Antofagasta      | 0 - 2     | Rangers              | Calvo y Bascuñán           | 20 de octubre | 16:00    |
| Cobresal                  | 1 - 0     | Huachipato           | El Cobre                   | 20 de octubre | 16:00    |
| Unión La Calera           | 2 - 0     | Everton              | Nicolás Chahuán Nazar      | 20 de octubre | 16:00    |
| Colo-Colo                 | 2 - 1     | Cobreloa             | Monumental                 | 20 de octubre | 18:30    |

| Fecha 12             | Fecha 12  | Fecha 12                  | Fecha 12                 | Fecha 12      | Fecha 12 |
| Local                | Resultado | Visita                    | Estadio                  | Fecha         | Hora     |
| -------------------- | --------- | ------------------------- | ------------------------ | ------------- | -------- |
| Huachipato           | 2 - 1     | Audax Italiano            | Estadio CAP              | 25 de octubre | 20:00    |
| Palestino            | 0 - 1     | Deportes Antofagasta      | Municipal de La Cisterna | 26 de octubre | 12:30    |
| O'Higgins            | 2 - 3     | Colo-Colo                 | Santa Laura              | 26 de octubre | 15:30    |
| Rangers              | 1 - 1     | Unión Española            | Fiscal de Talca          | 26 de octubre | 18:00    |
| Everton              | 1 - 0     | Deportes Iquique          | Lucio Fariña             | 26 de octubre | 20:30    |
| Universidad de Chile | 0 - 1     | Universidad Católica      | Nacional Julio Martínez  | 27 de octubre | 12:00    |
| Cobreloa             | 1 - 0     | Unión La Calera           | Luis Becera Constanzo]]  | 27 de octubre | 16:00    |
| Santiago Wanderers   | 2 - 1     | Universidad de Concepción | Lucio Fariña Fernández   | 27 de octubre | 16:00    |
| Ñublense             | 2 - 1     | Cobresal                  | Nelson Oyarzún           | 27 de octubre | 18:30    |

| Fecha 13                  | Fecha 13  | Fecha 13             | Fecha 13                   | Fecha 13       | Fecha 13 |
| Local                     | Resultado | Visita               | Estadio                    | Fecha          | Hora     |
| ------------------------- | --------- | -------------------- | -------------------------- | -------------- | -------- |
| Universidad de Concepción | 4 - 1     | Colo-Colo            | Estadio CAP                | 1 de noviembre | 17:30    |
| Rangers                   | 2 - 3     | Palestino            | Fiscal de Talca            | 1 de noviembre | 20:00    |
| Cobresal                  | 0 - 4     | O'Higgins            | El Cobre                   | 2 de noviembre | 12:30    |
| Unión La Calera           | 0 - 3     | Universidad de Chile | Nicolás Chahuán Nazar      | 2 de noviembre | 15:30    |
| Unión Española            | 3 - 1     | Santiago Wanderers   | Santa Laura                | 2 de noviembre | 18:00    |
| Audax Italiano            | 4 - 1     | Everton              | Bicentenario de La Florida | 2 de noviembre | 20:30    |
| Deportes Iquique          | 4 - 1     | Ñublense             | Tierra de Campeones        | 3 de noviembre | 16:30    |
| Deportes Antofagasta      | 1 - 0     | Huachipato           | Calvo y Bascuñán           | 3 de noviembre | 16:30    |
| Universidad Católica      | 2 - 1     | Cobreloa             | San Carlos de Apoquindo    | 3 de noviembre | 19:00    |

| Fecha 14           | Fecha 14  | Fecha 14                  | Fecha 14                 | Fecha 14        | Fecha 14 |
| Local              | Resultado | Visita                    | Estadio                  | Fecha           | Hora     |
| ------------------ | --------- | ------------------------- | ------------------------ | --------------- | -------- |
| O'Higgins          | 1 - 0     | Cobreloa                  | Municipal de La Pintana  | 8 de noviembre  | 20:00    |
| Unión Española     | 1 - 0     | Unión La Calera           | Santa Laura              | 9 de noviembre  | 12:30    |
| Palestino          | 2 - 1     | Cobresal                  | Municipal de La Cisterna | 9 de noviembre  | 12:30    |
| Santiago Wanderers | 0 - 3     | Rangers                   | Monumental               | 9 de noviembre  | 15:30    |
| Everton            | 0 - 2     | Universidad Católica      | Santa Laura              | 9 de noviembre  | 18:00    |
| Huachipato         | 0 - 0     | Universidad de Concepción | Estadio CAP              | 9 de noviembre  | 20:30    |
| Deportes Iquique   | 2 - 1     | Audax Italiano            | Tierra de Campeones      | 9 de noviembre  | 22:00    |
| Colo-Colo          | 3 - 2     | Universidad de Chile      | Monumental               | 10 de noviembre | 12:00    |
| Ñublense           | 2 - 1     | Deportes Antofagasta      | Nelson Oyarzún           | 10 de noviembre | 18:30    |

| Fecha 15                  | Fecha 15  | Fecha 15             | Fecha 15                | Fecha 15        | Fecha 15 |
| Local                     | Resultado | Visita               | Estadio                 | Fecha           | Hora     |
| ------------------------- | --------- | -------------------- | ----------------------- | --------------- | -------- |
| Universidad de Concepción | 0 - 1     | Unión Española       | Municipal de Yumbel     | 22 de noviembre | 18:00    |
| Rangers                   | 0 - 0     | Deportes Iquique     | Fiscal de Talca         | 22 de noviembre | 20:30    |
| Palestino                 | 3 - 6     | Ñublense             | La Cisterna             | 23 de noviembre | 16:00    |
| Deportes Antofagasta      | 2 - 0     | Universidad Católica | Calvo y Bascuñán        | 23 de noviembre | 18:30    |
| Unión La Calera           | 1 - 2     | O'Higgins            | Nicolás Chahuán Nazar   | 23 de noviembre | 21:00    |
| Cobreloa                  | 1 - 2     | Everton              | Luis Becera Constanzo]] | 24 de noviembre | 16:00    |
| Cobresal                  | 3 - 1     | Audax Italiano       | El Cobre                | 24 de noviembre | 16:00    |
| Santiago Wanderers        | 0 - 0     | Colo-Colo            | Lucio Fariña            | 24 de noviembre | 16:00    |
| Universidad de Chile      | 1 - 0     | Huachipato           | Nacional Julio Martínez | 24 de noviembre | 18:30    |

| Fecha 16             | Fecha 16  | Fecha 16                  | Fecha 16                   | Fecha 16        | Fecha 16 |
| Local                | Resultado | Visita                    | Estadio                    | Fecha           | Hora     |
| -------------------- | --------- | ------------------------- | -------------------------- | --------------- | -------- |
| Huachipato           | 0 - 1     | Unión La Calera           | Estadio CAP                | 29 de noviembre | 18:30    |
| Audax Italiano       | 2 - 0     | Rangers                   | Bicentenario de La Florida | 29 de noviembre | 21:00    |
| Deportes Antofagasta | 0 - 0     | Cobreloa                  | Calvo y Bascuñán           | 29 de noviembre | 21:00    |
| Cobresal             | 1 - 1     | Santiago Wanderers        | El Cobre                   | 30 de noviembre | 16:00    |
| O'Higgins            | 1 - 0     | Unión Española            | Municipal de La Pintana    | 30 de noviembre | 16:00    |
| Universidad de Chile | 1 - 1     | Universidad de Concepción | Santa Laura                | 30 de noviembre | 18:30    |
| Deportes Iquique     | 0 - 1     | Palestino                 | Tierra de Campeones        | 30 de noviembre | 22:00    |
| Universidad Católica | 1 - 0     | Colo-Colo                 | San Carlos de Apoquindo    | 1 de diciembre  | 12:00    |
| Ñublense             | 1 - 0     | Everton                   | Nelson Oyarzún             | 1 de diciembre  | 18:30    |

| Fecha 17                  | Fecha 17  | Fecha 17             | Fecha 17            | Fecha 17       | Fecha 17 |
| Local                     | Resultado | Visita               | Estadio             | Fecha          | Hora     |
| ------------------------- | --------- | -------------------- | ------------------- | -------------- | -------- |
| Everton                   | 2 - 3     | Huachipato           | Lucio Fariña        | 6 de diciembre | 20:00    |
| Unión La Calera           | 0 - 2     | Universidad Católica | Lucio Fariña        | 7 de diciembre | 18:30    |
| Rangers                   | 3 - 4     | O´Higgins            | Fiscal de Talca     | 7 de diciembre | 18:30    |
| Santiago Wanderers        | 1 - 1     | Deportes Antofagasta | Lucio Fariña        | 8 de diciembre | 16:00    |
| Unión Española            | 4 - 1     | Cobresal             | Santa Laura         | 8 de diciembre | 18:30    |
| Palestino                 | 1 - 2     | Audax Italiano       | La Cisterna         | 8 de diciembre | 18:30    |
| Universidad de Concepción | 1 - 1     | Deportes Iquique     | Municipal de Yumbel | 8 de diciembre | 18:30    |
| Cobreloa                  | 2 - 2     | Universidad de Chile | Calvo y Bascuñán    | 8 de diciembre | 18:30    |
| Colo Colo                 | 2 - 0     | Ñublense             | Monumental          | 8 de diciembre | 18:30    |

### Final
Como Universidad Católica y O´Higgins terminaron igualados en puntaje en el primer lugar de la tabla, fue necesario disputar un partido de desempate en el Estadio Nacional Julio Martínez para definir al campeón del Torneo de Apertura y el cupo de "Chile 2" para la Copa Libertadores 2014. El perdedor de este encuentro disputaría la "Liguilla Pre-Libertadores" por el cupo de "Chile 3" para la Copa Libertadores 2014.
| 10 de diciembre de 2013, 19:30 | Universidad Católica | 0:1     | O'Higgins     | Estadio Nacional, Santiago                               |                                                          |
|                                |                      | Reporte | Hernández 34' | Asistencia: 42.000 espectadores Árbitro(s): Jorge Osorio | Asistencia: 42.000 espectadores Árbitro(s): Jorge Osorio |

## Campeón
|                               |
| Campeón O'Higgins 1.er título |

## Liguilla Pre-Libertadores
- Este "Mini-campeonato" contó con la participación de 4 equipos, los cuales disputarán partidos de ida y vuelta, para definir al equipo que obtendrá el cupo de "Chile 3" para la Copa Libertadores 2014 y poder acompañar a Unión Española y O'Higgins, en el máximo torneo continental de clubes del próximo año. Cabe señalar también, que el perdedor de la Ronda final de la Liguilla, obtendrá el Cupo de "Chile 4" para la Copa Sudamericana 2014.

### Primera ronda
| 13 de diciembre de 2013, 19:30 | Palestino | 1:1     | Universidad de Chile | Santa Laura Universidad SEK, Independencia, Santiago      |                                                           |
|                                | López 67' | Reporte | Díaz 64' (pen.)      | Asistencia: 4.828 espectadores Árbitro(s): Julio Bascuñán | Asistencia: 4.828 espectadores Árbitro(s): Julio Bascuñán |

| 16 de diciembre de 2013, 19:00 | Universidad de Chile              | 3:1     | Palestino     | Santa Laura Universidad SEK, Independencia, Santiago    |                                                         |
|                                | R. Rojas 7', 74' · Lorenzetti 38' | Reporte | Gutiérrez 55' | Asistencia: 9.901 espectadores Árbitro(s): Jorge Osorio | Asistencia: 9.901 espectadores Árbitro(s): Jorge Osorio |

| 13 de diciembre de 2013, 22:00 | Deportes Iquique      | 2:2     | Universidad Católica     | Tierra de Campeones, Iquique                            |                                                         |
|                                | Díaz 45' · Caroca 46' | Reporte | R. Costa 11' · Muñoz 29' | Asistencia: 3.743 espectadores Árbitro(s): Claudio Puga | Asistencia: 3.743 espectadores Árbitro(s): Claudio Puga |

| 16 de diciembre de 2013, 21:30 | Universidad Católica                              | 1:1 (2:3 p.)               | Deportes Iquique                               | San Carlos de Apoquindo, Las Condes, Santiago             |                                                           |
|                                | Jadue 12'                                         |                            | Villalobos 77'                                 | Asistencia: 6.190 espectadores Árbitro(s): Patricio Polic | Asistencia: 6.190 espectadores Árbitro(s): Patricio Polic |
|                                |                                                   | Tiros desde el punto penal |                                                |                                                           |                                                           |
|                                | Ramos · Ríos · Tomás Costa · Ramiro Costa · Andía |                            | Zenteno · Romero · Delgado · Díaz · Villalobos |                                                           |                                                           |

### Ronda final
| 19 de diciembre de 2013, 22:00 | Deportes Iquique | 0:1     | Universidad de Chile | Tierra de Campeones, Iquique                             |                                                          |
|                                |                  | Reporte | Díaz 35'             | Asistencia: 6.411 espectadores Árbitro(s): Enrique Osses | Asistencia: 6.411 espectadores Árbitro(s): Enrique Osses |

| 22 de diciembre de 2013, 18:00 | Universidad de Chile                              | 4:0     | Deportes Iquique | Estadio Nacional Julio Martínez, Santiago                  |                                                            |
|                                | Fernández 5' · Aránguiz 10' · Díaz 76' 86' (pen.) | Reporte |                  | Asistencia: 22.476 espectadores Árbitro(s): Eduardo Gamboa | Asistencia: 22.476 espectadores Árbitro(s): Eduardo Gamboa |

Clasificados
| (Ganador Final Liguilla) Universidad de Chile Clasificado a Copa Libertadores 2014 como «Chile 3» | (Perdedor Final Liguilla) Deportes Iquique Clasificado a Copa Sudamericana 2014 como «Chile 4» |

## Estadísticas

### Goleadores
| Top 10                | Top 10               | Top 10 |
| Jugador               | Equipo               | Goles  |
| --------------------- | -------------------- | ------ |
| Luciano Vázquez       | Ñublense             | 11     |
| Pablo Calandria       | O'Higgins            | 9      |
| Ismael Sosa           | Universidad Católica | 9      |
| Roberto Gutiérrez     | Palestino            | 8      |
| Javier Elizondo       | Deportes Antofagasta | 7      |
| Pedro Pablo Hernández | O'Higgins            | 7      |
| Sebastián Pol         | Santiago Wanderers   | 7      |
| Sebastián Jaime       | Unión Española       | 7      |
| Álvaro Navarro        | Cobresal             | 6      |
| Nicolás Castillo      | Universidad Católica | 6      |

| Tabla de goleadores completa | Tabla de goleadores completa | Tabla de goleadores completa |
| Jugador                      | Equipo                       | Goles                        |
| ---------------------------- | ---------------------------- | ---------------------------- |
| Charles Aránguiz             | Universidad de Chile         | 6                            |
| Patricio Rubio               | Universidad de Chile         | 6                            |
| Gabriel Vargas               | Universidad de Concepción    | 6                            |
| Manuel Villalobos            | Deportes Iquique             | 5                            |
| Ángel Rojas                  | Everton                      | 5                            |
| Esteban Ciaccheri            | Rangers                      | 5                            |
| Mauricio Gómez               | Rangers                      | 5                            |
| Matías Donoso                | Santiago Wanderers           | 5                            |
| Rodrigo Gattas               | Unión La Calera              | 5                            |
| José Luis Muñoz              | Universidad Católica         | 5                            |
| Michael Ríos                 | Universidad Católica         | 5                            |
| Diego Ruíz                   | Universidad de Concepción    | 5                            |
| Marco Medel                  | Audax Italiano               | 4                            |
| Felipe Mora                  | Audax Italiano               | 4                            |
| Jonathan Chaves              | Cobreloa                     | 4                            |
| Mariano Torres               | Cobresal                     | 4                            |
| Felipe Flores                | Colo-Colo                    | 4                            |
| Emiliano Vecchio             | Colo-Colo                    | 4                            |
| Cristián Bogado              | Deportes Iquique             | 4                            |
| Santiago Romero              | Deportes Iquique             | 4                            |
| Emiliano Romero              | Everton                      | 4                            |
| Francisco Pizarro            | O'Higgins                    | 4                            |
| Sergio López                 | Palestino                    | 4                            |
| Maximiliano Bajter           | Unión La Calera              | 4                            |
| Milovan Mirosevic            | Universidad Católica         | 4                            |
| Isaac Díaz                   | Universidad de Chile         | 4                            |
| Rubén Farfán                 | Universidad de Chile         | 4                            |
| Bryan Carrasco               | Audax Italiano               | 3                            |
| Hugo Droguett                | Cobreloa                     | 3                            |
| Johan Fuentes                | Cobresal                     | 3                            |
| Nicolás Canales              | Colo-Colo                    | 3                            |
| Gonzalo Fierro               | Colo-Colo                    | 3                            |
| José Pedro Fuenzalida        | Colo-Colo                    | 3                            |
| Michael Silva                | Deportes Antofagasta         | 3                            |
| Rodrigo Díaz                 | Deportes Iquique             | 3                            |
| Gerson Martínez              | Deportes Iquique             | 3                            |
| Mathias Riquero              | Ñublense                     | 3                            |
| Benjamín Ruiz                | Ñublense                     | 3                            |
| Sebastián Varas              | Ñublense                     | 3                            |
| Diego Chaves                 | Palestino                    | 3                            |
| César Valenzuela             | Palestino                    | 3                            |
| Sebastián Sciorilli          | Rangers                      | 3                            |
| Gustavo Canales              | Unión Española               | 3                            |
| Sebastián Ubilla             | Universidad de Chile         | 3                            |
| Diego Vallejos               | Audax Italiano               | 2                            |
| Omar Zalazar                 | Audax Italiano               | 2                            |
| Cristian Gaitán              | Cobreloa                     | 2                            |
| Iván Ledezma                 | Cobreloa                     | 2                            |
| Gastón Lezcano               | Cobreloa                     | 2                            |
| René Lima                    | Cobreloa                     | 2                            |
| Ever Cantero                 | Cobresal                     | 2                            |
| Esteban Pavez                | Colo-Colo                    | 2                            |
| Kevin Harbottle              | Deportes Antofagasta         | 2                            |
| Luis Valenzuela              | Deportes Antofagasta         | 2                            |
| Luis Vila                    | Everton                      | 2                            |
| Daniel González              | Huachipato                   | 2                            |
| David Llanos                 | Huachipato                   | 2                            |
| Martín Rodríguez             | Huachipato                   | 2                            |
| Jonathan Cisternas           | Ñublense                     | 2                            |
| Luis Pedro Figueroa          | O'Higgins                    | 2                            |
| Javier Capelli               | Palestino                    | 2                            |
| Matías Ramírez               | Palestino                    | 2                            |
| Fabián Bordagaray            | Rangers                      | 2                            |
| Gervasio Núñez               | Rangers                      | 2                            |
| Pablo Vegetti                | Rangers                      | 2                            |
| Boris Sagredo                | Santiago Wanderers           | 2                            |
| Francisco Castro             | Unión Española               | 2                            |
| Lorenzo Faravelli            | Unión Española               | 2                            |
| Diego Scotti                 | Unión Española               | 2                            |
| Leandro Benegas              | Unión La Calera              | 2                            |
| Enzo Andía                   | Universidad Católica         | 2                            |
| Ramón Fernández              | Universidad de Chile         | 2                            |
| Igor Lichnovsky              | Universidad de Chile         | 2                            |
| Juan Ignacio Sills           | Universidad de Chile         | 2                            |
| José Luis Jiménez            | Universidad de Concepción    | 2                            |
| Fernando Manríquez           | Universidad de Concepción    | 2                            |
| Sixto Peralta                | Universidad de Concepción    | 2                            |
| Cristián Canuhé              | Audax Italiano               | 1                            |
| Juan Cornejo                 | Audax Italiano               | 1                            |
| Gamadiel García              | Audax Italiano               | 1                            |
| Rafael Olarra                | Audax Italiano               | 1                            |
| Boris Rieloff                | Audax Italiano               | 1                            |
| Nelson Saavedra              | Audax Italiano               | 1                            |
| Diego Valdés                 | Audax Italiano               | 1                            |
| Iván Vásquez                 | Audax Italiano               | 1                            |
| Pablo González               | Cobreloa                     | 1                            |
| Ignacio Herrera              | Cobreloa                     | 1                            |
| José Pérez                   | Cobreloa                     | 1                            |
| Sebastián Roco               | Cobreloa                     | 1                            |
| Diego Silva                  | Cobreloa                     | 1                            |
| Michael Contreras            | Cobresal                     | 1                            |
| Fabián Saavedra              | Cobresal                     | 1                            |
| Hans Salinas                 | Cobresal                     | 1                            |
| Juan Delgado                 | Colo-Colo                    | 1                            |
| Emilio Hernández             | Colo-Colo                    | 1                            |
| Javier Toledo                | Colo-Colo                    | 1                            |
| Luis Cabrera                 | Deportes Antofagasta         | 1                            |
| Cristián Canío               | Deportes Antofagasta         | 1                            |
| Marlon Fernández             | Deportes Antofagasta         | 1                            |
| Juan Gonzalo Lorca           | Deportes Antofagasta         | 1                            |
| Nicolás Ortíz                | Deportes Iquique             | 1                            |
| Cesar Pinares                | Deportes Iquique             | 1                            |
| Jonathan Rebolledo           | Deportes Iquique             | 1                            |
| Juan Carlos Lescano          | Everton                      | 1                            |
| Nicolás Peñailillo           | Everton                      | 1                            |
| Fernando Saavedra            | Everton                      | 1                            |
| Gabriel Sandoval             | Huachipato                   | 1                            |
| Lucas Simón                  | Huachipato                   | 1                            |
| Mauricio Yedro               | Huachipato                   | 1                            |
| Ariel Bogado                 | Ñublense                     | 1                            |
| Emanuel Croce                | Ñublense                     | 1                            |
| Pablo Parra                  | Ñublense                     | 1                            |
| Lucas Triviño                | Ñublense                     | 1                            |
| Adán Vergara                 | Ñublense                     | 1                            |
| Gonzalo Barriga              | O'Higgins                    | 1                            |
| Julio Barroso                | O'Higgins                    | 1                            |
| Alejandro López              | O'Higgins                    | 1                            |
| Felipe Campos                | Palestino                    | 1                            |
| Miguel Escalona              | Palestino                    | 1                            |
| Pablo Tamburrini             | Palestino                    | 1                            |
| Leonardo Valencia            | Palestino                    | 1                            |
| Rodolfo González             | Rangers                      | 1                            |
| Jefferson Castillo           | Santiago Wanderers           | 1                            |
| Gastón Cellerino             | Santiago Wanderers           | 1                            |
| Nicolás López                | Santiago Wanderers           | 1                            |
| Ezequiel Luna                | Santiago Wanderers           | 1                            |
| Óscar Opazo                  | Santiago Wanderers           | 1                            |
| Jorge Ormeño                 | Santiago Wanderers           | 1                            |
| Franz Schultz                | Santiago Wanderers           | 1                            |
| Leandro Torres               | Santiago Wanderers           | 1                            |
| Jorge Ampuero                | Unión Española               | 1                            |
| Ramses Bustos                | Unión Española               | 1                            |
| Dagoberto Currimilla         | Unión Española               | 1                            |
| Patricio Vidal               | Unión Española               | 1                            |
| Gonzalo Villagra             | Unión Española               | 1                            |
| Hugo Bascuñán                | Unión La Calera              | 1                            |
| Esteban Bravo                | Unión La Calera              | 1                            |
| Carlos Ross                  | Unión La Calera              | 1                            |
| Pablo Vergara                | Unión La Calera              | 1                            |
| Cristián Álvarez             | Universidad Católica         | 1                            |
| Matías Jadue                 | Universidad Católica         | 1                            |
| Hans Martínez                | Universidad Católica         | 1                            |
| Fernando Meneses             | Universidad Católica         | 1                            |
| Alfonso Parot                | Universidad Católica         | 1                            |
| Álvaro Ramos                 | Universidad Católica         | 1                            |
| Gustavo Lorenzetti           | Universidad de Chile         | 1                            |
| Juan Rodrigo Rojas           | Universidad de Chile         | 1                            |
| Héctor Berrios               | Universidad de Concepción    | 1                            |
| Juan Cabral                  | Universidad de Concepción    | 1                            |
| Andrés Imperiale             | Universidad de Concepción    | 1                            |
| Felipe Muñoz                 | Universidad de Concepción    | 1                            |

### Tripletas, pókers o manos
Aquí se encuentra la lista de tripletas o hat-tricks, póker de goles y manos (en general, tres o más goles anotados por un jugador en un mismo encuentro) convertidos en la temporada.
| Fecha      | Jugador         | Goles                   | Local                | Resultado | Visitante            | Jornada |
| ---------- | --------------- | ----------------------- | -------------------- | --------- | -------------------- | ------- |
| 25/8/2013  | Patricio Rubio  | 7' · 17' · 30' · 55'    | Universidad de Chile | 5 - 0     | Deportes Antofagasta | 5       |
| 13/9/2013  | Michael Silva   | 8' · 18' · 30'          | Audax Italiano       | 3 - 4     | Deportes Antofagasta | 7       |
| 2/11/2013  | Sebastián Jaime | 21' · 39' · 81'         | Unión Española       | 3 - 1     | Santiago Wanderers   | 13      |
| 23/11/2013 | Luciano Vázquez | 26' · 34' · 45+1' · 46' | Palestino            | 3 - 6     | Ñublense             | 15      |

### Equipo IdealEl Gráfico
El Equipo Ideal es un premio que se le entrega a los mejores jugadores del torneo y es organizado por el diario Chileno El Gráfico
| Posición  | Jugador               | Equipo               |
| --------- | --------------------- | -------------------- |
| Arquero   | Christopher Toselli   | Universidad Católica |
| Defensa   | Cristián Álvarez      | Universidad Católica |
| Defensa   | Julio Barroso         | O'Higgins            |
| Defensa   | Jorge Ampuero         | Unión Española       |
| Volante   | José Pedro Fuenzalida | Colo-Colo            |
| Volante   | Tomás Costa           | Universidad Católica |
| Volante   | Diego Scotti          | Unión Española       |
| Volante   | Charles Aránguiz      | Universidad de Chile |
| Volante   | Pablo Hernández       | O'Higgins            |
| Delantero | Ismael Sosa           | Universidad Católica |
| Delantero | Javier Elizondo       | Deportes Antofagasta |

En cursiva el mejor jugador del torneo

## Asistencia en los estadios

### 20 partidos con mejor asistencia
| Fecha | Estadio                          | Ciudad                   | Local                | Visita               | Público |
| ----- | -------------------------------- | ------------------------ | -------------------- | -------------------- | ------- |
| 14    | Nacional Julio Martínez Pradanos | Santiago (Ñuñoa)         | Universidad de Chile | Universidad Católica | 37.306  |
| 10    | Nacional Julio Martínez Pradanos | Santiago (Ñuñoa)         | Universidad de Chile | O'Higgins            | 16.882  |
| LP    | Nacional Julio Martínez Pradanos | Santiago (Ñuñoa)         | Universidad de Chile | Deportes Iquique     | 17.829  |
| 12    | Monumental                       | Santiago (Macul)         | Colo Colo            | Universidad de Chile | 31.828  |
| 6     | Nacional Julio Martínez Pradanos | Santiago (Ñuñoa)         | Universidad de Chile | Santiago Wanderers   | 16.829  |
| 3     | Regional Calvo y Bascuñán        | Antofagasta              | Deportes Antofagasta | Colo-Colo            | 18.000  |
| 17    | Monumental                       | Santiago (Macul)         | Colo-Colo            | Ñublense             | 19.393  |
| 15    | Nacional Julio Martínez Pradanos | Santiago (Ñuñoa)         | Universidad de Chile | Huachipato           | 15.869  |
| 8     | Monumental                       | Santiago (Macul)         | Colo-Colo            | Palestino            | 26.939  |
| 2     | Monumental                       | Santiago (Macul)         | Colo-Colo            | Everton              | 31.039  |
| 4     | Monumental                       | Santiago (Macul)         | Colo-Colo            | Deportes Iquique     | 20.082  |
| 13    | San Carlos de Apoquindo          | Santiago (Las Condes)    | Universidad Católica | Cobreloa             | 12.267  |
| 10    | San Carlos de Apoquindo          | Santiago (Las Condes)    | Universidad Católica | Rangers              | 12.139  |
| 11    | Monumental                       | Santiago (Macul)         | Colo-Colo            | Cobreloa             | 15.939  |
| 5     | Santa Laura Universidad SEK      | Santiago (Independencia) | Universidad de Chile | Deportes Antofagasta | 11.814  |
| 1     | Santa Laura Universidad SEK      | Santiago (Independencia) | Universidad de Chile | Rangers              | 11.523  |
| 16    | San Carlos de Apoquindo          | Santiago (Las Condes)    | Universidad Católica | Colo-Colo            | 11.050  |
| 6     | Monumental                       | Santiago (Macul)         | Colo-Colo            | Unión Española       | 17.939  |
| 10    | Monumental                       | Santiago (Macul)         | Colo-Colo            | Unión La Calera      | 19.838  |
| LP    | Santa Laura Universidad SEK      | Santiago (Independencia) | Universidad de Chile | Palestino            | 9.901   |